# البحث عن الكنز

يقوم المشاركون في البحث عن الكنز بشطب عنصر من القائمة الخاصة بهم

لعبة البحث عن الكنز (بالإنجليزية: scavenger hunt) هي لعبة يقوم فيها المنظمون بإعداد قائمة بالعناصر المحددة التي يجب على المشاركين العثور عليها. يتعين على المشاركين جمع أو إكمال جميع العناصر الموجودة في القائمة، وعادةً ما يتم ذلك دون الحاجة إلى شرائها. يفضل المشاركون العمل في فرق صغيرة، على الرغم من أن بعض القواعد قد تسمح للمشاركين الفرديين. الهدف من اللعبة هو أن يكون الفريق أول من يكمل القائمة أو يجمع أكبر عدد من العناصر. في نسخ مختلفة من اللعبة، قد يُطلب من اللاعبين التقاط صور للعناصر أو إتمام مهام معينة بطرق مبتكرة. يُعرف البحث عن الكنز أيضًا بلعبة مشابهة تتضمن تتبع سلسلة من الأدلة للعثور على عناصر أو جائزة واحدة بترتيب محدد.
وفقًا لعالم الألعاب ماركوس مونتولا، فإن ألعاب البحث عن الكنز تطورت من ألعاب شعبية قديمة. قامت كاتبة القيل والقال إلسا ماكسويل بالترويج لرحلات البحث عن الكنز في الولايات المتحدة عبر سلسلة من الحفلات الحصرية في نيويورك التي بدأت في أوائل الثلاثينيات. تم تناول هوس البحث عن الكنز بين النخبة في نيويورك بسخرية في فيلم "My Man Godfrey" عام 1936، حيث كان أحد العناصر التي يسعى اللاعبون من النخبة لجمعها هو "رجل منسي"، وهو شخص بلا مأوى.

## أمثلة
تُقام عمليات البحث عن الكنز بشكل منتظم في الجامعات الأمريكية، ومن أبرز الأمثلة الحديثة على ذلك هو البحث عن الكنز في جامعة شيكاغو، الذي تم تأسيسه عام 1987.
تم عقد عمليات البحث عن الكنز مع عدد متزايد من الأشخاص في جميع أنحاء العالم. في عام 2012، حقق فريق سفراء لندن لقب موسوعة غينيس للأرقام القياسية لأكبر عدد من المشاركين في لعبة البحث عن الكنز، حيث حطموا الرقم القياسي السابق (308 مشاركين) في لندن . عمل 466 مشاركًا، جميعهم سفراء لندن للألعاب الأولمبية والبارالمبية ، في 93 فريقًا مكونًا من خمسة أفراد، حيث أكمل كل منهم مجموعة من اثني عشر دليلاً مخفيًا على جانبي نهر التيمز ، بدءًا من مبنى البلدية في لندن وانتهائه. شكلت لعبة البحث عن الكنز في شكل مهمة تجسس جزءًا من الرقم القياسي العالمي في لندن لعام 2012. أقيمت مسابقة منفصلة للنقاط حيث فاز فريق واحد بالجائزة "الكنز".
تم تنظيم هذا الحدث من قبل شركة Escape Manor Inc. في كندا، حيث شارك فيه 2732 مشاركًا في عام 2017.
وفي نوفمبر 2023، تم تنظيم عملية البحث عن الكنز في كوريا الجنوبية، والتي تحمل حاليًا الرقم القياسي العالمي في موسوعة غينيس لأكبر عملية بحث عن الكنز في العالم بمشاركة 3040 مشاركًا.
تم تنظيم نوع من البحث عن الكنز بواسطة GISH، والذي وصفته موسوعة غينيس للأرقام القياسية بأنه أكبر "بحث إعلامي عن الكنز" في العالم. عُقد هذا الحدث سنويًا بين عامي 2011 و2022، حيث كانت المهام تُنشر على موقعها الإلكتروني لتمكين المشاركين من إكمالها. شهد الحدث 14,580 مشاركًا في عام 2013، وارتفع العدد إلى 55,000 في عام 2016.
تُنسب اللعبة، كلعبة حفلات، إلى الشخصية الاجتماعية إلسا ماكسويل. في عام 1944، كتبت: "في البحث عن الكنز [...] كان الرجال المثقفون يقترنون بجميلات رائعات، والسحر، وخلال مغامرات الليل كان من الممكن أن يحدث أي شيء."

### البحث عن بيض عيد الفصح
اللعبة الشائعة التي تُلعب في عيد الفصح هي لعبة البحث عن البيض، حيث يبحث اللاعبون عن البيض المخفي. يُعتقد أن هذه العادة نشأت في ألمانيا في القرن السادس عشر وانتقلت إلى الولايات المتحدة في القرن الثامن عشر وإلى إنجلترا في القرن التاسع عشر. عادة ما تُلعب هذه الألعاب في الهواء الطلق، ولكن يمكن أيضًا تنظيمها في الداخل. يمكن أن تكون البيض مسلوقة ومزينة، أو بيض شوكولاتة، أو بيض صناعي يحتوي على عناصر مختلفة، ويتم إخفاؤها ليتمكن الأطفال من العثور عليها.
لقد حلت عمليات البحث عن الكنز في عيد الهالوين بشكل معتدل محل عملية "خدعة أو حلوى".

### صناديق البريد والبحث عن الكنز
صندوق الرسائل هو نشاط البحث عن الكنز في الهواء الطلق والذي يجمع بين السباق والفن وحل المشكلات، ويعود تاريخه إلى خمسينيات القرن التاسع عشر. يقوم سارقو البريد بإخفاء صناديق صغيرة مقاومة للعوامل جوية في أماكن عامة يمكن الوصول إليها (مثل الحدائق أو الأراضي المفتوحة) وتوزيع أدلة للعثور على الصندوق بأوراق فيزيائيه، أو على أحد مواقع الويب، أو عن طريق الكلام. تحتوي صناديق البريد عادةً على سجل وختم مطاطي.

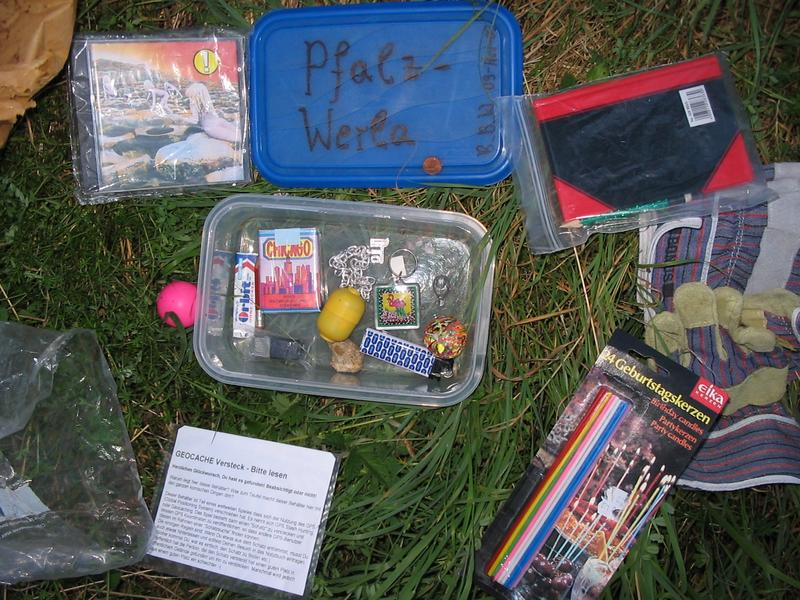
جيوكاش في ألمانيا

جيوساشينغ هي لعبة بحث عن الكنز في الهواء الطلق، حيث يستخدم المشاركون جهاز استقبال نظام تحديد المواقع العالمي (GPS) أو تقنيات ملاحية أخرى لإخفاء الحاويات والبحث عنها، والتي تُعرف باسم "جيوكاش" أو "مخابئ".

### البحث عن الكنز على الكرسي
البحث عن الكنز من الكرسي هو نشاط يتطلب حل الألغاز أو الألغاز في تنسيقات يمكن حملها بسهولة، وغالبًا ما تُعاد إنتاجها على نطاق واسع، مثل الكتب المصورة. يتضمن النشاط استخدام القرائن المخفية إما في القصة أو في رسومات الكتاب للعثور على كنز حقيقي في العالم المادي. قد يستغرق حل هذا النوع من البحث عن الكنز عدة أشهر، وغالبًا ما تكون هناك جوائز كبيرة يمكن الفوز بها.
من الأمثلة المبكرة لهذا النوع كتاب "Masquerade" الذي كتبه كيت ويليامز عام 1979. تشمل الألعاب التي لا تزال قيد اللعب "The Secret" و"On the Trail of the Golden Owl". ومن الأمثلة غير المعتادة على البحث عن الكنز من خلف الكواليس كتاب "المتاهة: حل اللغز الأكثر تحديًا في العالم" لكريستوفر ماسون، حيث منح الناشرون جائزة قدرها 10 آلاف دولار أمريكي للقارئ الذي يتمكن من فك اللغز باستخدام الأدلة الموجودة في الرسوم التوضيحية للكتاب. في النهاية، تم تقسيم الجائزة بين القراء الإثني عشر الذين اقتربوا من الحل. على الرغم من أن المسابقة أصبحت الآن لاغية، لا يزال كتاب "MAZE" قيد النشر.

### إصدارات تلفزيونية
في عام 1956، ابتكر الممثل الكوميدي جان موراي وقدم نسخة مختلفة من لعبة البحث عن الكنز للتلفزيون، والمعروفة أيضًا باسم "Treasure Hunt". كان هذا برنامج ألعاب أمريكي يعرض زوجًا من المتسابقين يجيبون على الأسئلة للتأهل للذهاب إلى البحث عن الكنز، الذي يتضمن اختيار من بين ثلاثين صندوقًا للكنز تحتوي على جوائز متنوعة، تتراوح بين الجوائز المضحكة إلى السلع القيمة أو النقود.
كما قدم العرض للمشاهدين المنزليين فرصة البحث عن الكنز، حيث تم اختيار بطاقة بريدية من طبلة كبيرة بواسطة ضيف صغير قام بتدوير الطبلة عدة مرات لتوزيع الإدخالات بشكل عشوائي. تم بث العرض يوميًا في الصباح ومرة واحدة في الأسبوع في المساء حتى عام 1959، عندما بدأت الشبكات في إلغاء برامج الألعاب في أعقاب فضيحة برامج المسابقات.
في المملكة المتحدة، تم بث عرض بعنوان "Treasure Hunt" بين عامي 1982 و1989. في هذا البرنامج، كان يظهر متسابقان يحلان سلسلة من القرائن في الاستوديو لتوجيه راكب السماء في طائرة هليكوبتر أثناء بحثه عن جسم ما.

## البحث عن المعلومات عبر الإنترنت ووسائل الإعلام
تدعو ألعاب البحث عن الكنز عبر الإنترنت المشاركين إلى زيارة مواقع ويب مختلفة للعثور على أدلة وحل الألغاز، وأحيانًا للحصول على جوائز. يمكن للمشاركين الفوز بجوائز لحل الألغاز بشكل صحيح، مما يمنحهم فرصة الفوز برحلات البحث عن الكنز. تم تطوير أول عملية بحث على الإنترنت في عام 1992 بواسطة ريك جيتس لتشجيع الناس على استكشاف الموارد المتاحة عبر الإنترنت.
استخدمت العديد من الأفلام الروائية والمسلسلات التلفزيونية عمليات البحث عن الكنز عبر الإنترنت كتسويق فيروسي، بما في ذلك فيلم "The Da Vinci Code" ومسلسل "The Lost Room" على قناة Sci-Fi. يحمل الممثل ميشا كولينز حاليًا الرقم القياسي العالمي لموسوعة غينيس لتنظيم GISHWHES، وهي أكبر عملية بحث إعلامية في العالم التي شملت 14,580 مشاركًا في 972 فريقًا من 90 دولة. بلغت جوائز مسابقة الصيد التي نظمتها شركة eBay في عام 2012 ما مجموعه 200 ألف دولار.
تخضع العديد من عمليات الصيد عبر الإنترنت لقوانين الألعاب عبر الإنترنت، التي تختلف بين الولايات القضائية.
يمكن أيضًا اعتبار البحث عن الكنز المحاكي نوعًا ثانويًا من ألعاب الفيديو ؛ على سبيل المثال ، تتضمن ألعاب Colossal Cave Adventure و Zork و Pimania البحث عن الكنز.
مع انتشار تطبيقات الهاتف المحمول، كان هناك أيضًا انتشار كبير في كيفية استخدام ألعاب البحث عن الكنز داخل التطبيق. بعيدًا عن طريقة البحث والإرجاع التقليدية في لعبة البحث عن الكنز، تسمح التطبيقات الآن للمشاركين بالتقاط الصور وتسجيل مقاطع الفيديو والإجابة على الأسئلة وتسجيل الدخول عبر نظام تحديد المواقع العالمي (GPS) ومسح رموز الاستجابة السريعة (QR Codes) والمزيد بشكل مباشر في التطبيق. توسيع مفهوم ما يمكن أن تتكون منه لعبة البحث عن الكنز بشكل كبير. بدأت بعض الشركات، مثل شركة secret.city، في تنفيذ عمليات بحث عن المعلومات من خلال تطبيقات المراسلة الشهيرة، مثل WhatsApp وTelegram.
بالإضافة إلى ذلك، أدى نوع جديد من الألعاب (ألعاب الواقع البديل أو ARGs باختصار) إلى انتشار شكل هجين من ألعاب البحث عن الكنز بين الحياة الواقعية والإنترنت. في هذه الألعاب، يتعاون المستخدمون من جميع أنحاء العالم لحل الألغاز المستندة إلى مواقع الويب والمواقع الموجودة في العالم الحقيقي. تتوالى الألعاب في الوقت الفعلي ويمكن أن تستمر لعدة أسابيع أو حتى أشهر.